# 2. ŽNL Primorsko-goranska 2023./24.
Ovaj članak je podtema članka: 7. rang HNL-a 2023./24.

2. ŽNL Primorsko-goranska u sezoni 2023./24. je predstavljala drugi stupanj županijske lige u Primorsko-goranskoj županiji, te ligu sedmog stupnja hrvatskog nogometnog prvenstva. 
 
Sudjelovalo je 8 klubova, a prvak lige je postao klub "Turbina" iz Triblja. 

## Sustav natjecanja
Osam klubova igra trokružnu ligu (21 kolo).

## Ljestvica
| mj. | klub                 | ut. | pob. | ner. | por. | gol+ | gol- | bod     |
| --- | -------------------- | --- | ---- | ---- | ---- | ---- | ---- | ------- |
| 1.  | Turbina Tribalj      | 21  | 14   | 5    | 2    | 78   | 13   | 47      |
| 2.  | Stari grad Rijeka    | 21  | 15   | 2    | 4    | 56   | 20   | 47      |
| 3.  | Gomirje              | 21  | 13   | 4    | 4    | 55   | 20   | 43      |
| 4.  | Risnjak Lokve        | 21  | 11   | 3    | 7    | 60   | 30   | 36      |
| 5.  | Mrkopalj             | 21  | 9    | 0    | 12   | 45   | 44   | 25 (-2) |
| 6.  | Polet Skrad          | 21  | 5    | 1    | 15   | 24   | 65   | 16      |
| 7.  | Željezničar Moravice | 21  | 5    | 2    | 14   | 36   | 76   | 14 (-3) |
| 8.  | Goranka Ravna Gora   | 21  | 3    | 1    | 17   | 15   | 101  | 4 (-6)  |

## Rezultatska križaljka
| kratica | klub                 | GOM      | GOR            | MRK      | POL      | RIS      | STAG     | TUR      | ŽELJ          |
| --- | -------------------- | -------- | -------------- | -------- | -------- | -------- | -------- | -------- | ------------- |
| GOM | Gomirje              |          | 6:0            | 3:0, 5:1 | 7:1, 2:1 | 0:1, 2:1 | 1:0      | 1:1, 3:1 | 2:2           |
| GOR | Goranka Ravna Gora   | 0:3, 3:3 |                | 0:3      | 2:6, 2:1 | 3:0      | 0:3      | 0:4, 0:4 | 2:1           |
| MRK | Mrkopalj             | 1:0      | 3:0 p.f., 12:0 |          | 1:0, 4:0 | 2:4      | 2:0      | 1:2      | 3:4, 3:0 p.f. |
| POL | Polet Skrad          | 0:4      | 3:0 p.f.       | 1:2      |          | 1:1, 2:1 | 1:3, 0:2 | 0:2      | 5:3, 2:0      |
| RIS | Risnjak Lokve        | 1:3      | 5:0, 8:0       | 4:2, 6:1 | 7:0      |          | 4:0, 0:1 | 2:2      | 4:1, 5:1      |
| STAG | Stari grad Rijeka    | 2:1, 2:0 | 9:1, 7:0       | 2:0, 3:2 | 5:0      | 3:2      |          | 1:1      | 4:1, 8:1      |
| TUR | Turbina Tribalj      | 0:1      | 11:0           | 3:0, 3:0 | 7:0, 6:0 | 3:1, 2:2 | 0:0, 3:0 |          | 10:0          |
| ŽELJ | Željezničar Moravice | 2:2, 1:6 | 6:2, 3:0       | 4:2      | 4:0      | 1:2      | 0:1      | 1:5, 0:8 |               |
| |                      |          |                |          |          |          |          |          |               |
| podebljan rezultat - utakmice od 1. do 7., te od 14. do 21. kola (1. i 3. utakmica između klubova) rezultat normalne debljine - utakmice od 8. do 14. kola (2. utakmica između klubova) rezultat nakošen - nije vidljiv redoslijed odigravanja međusobnih utakmica iz dostupnih izvora rezultat smanjen * - iz dostupnih izvora nije uočljiv domaćin susreta prekrižen rezultat - poništena ili brisana utakmica p - utakmica prekinuta 3:0 p.f. / 0:3 p.f. - rezultat 3:0 bez borbe n.i. - nije igrano |                      |          |                |          |          |          |          |          |               |

 Izvori:

## Najbolji strijelci
Izvori: 
Strijelci 10 i više pogodaka: 
| 22 gola - Ivan Pavičić (Turbina) 14 golova - Šimun Starčević (Mrkopalj) - Danijel Babić (Turbina) 12 golova - Bakir Delić (Gomirje) - Fran Stipaničić (Risnjak) - Karlo Veseli (Risnjak) | 11 golova - Ivan Baričević (Stari grad) - Aleksandar Velkoski (Turbina) |

## Vanjske poveznice
- nspgz.hr, Nogometni savez Primorsko-goranske županije
- grevagol.com
- sportcom.hr, Druga ŽNL
- semafor.hns.family